# George Atwood
George Atwood (Londres, outubro de 1745 — 11 de julho de 1807) foi um estudioso da óptica de Euler, mecânica, hidrostática e electromagnetismo. 
Estudou na Trinity College na Universidade de Cambridge a partir de 1765.
Obteve a graduação em 1769. Nesse mesmo ano recebeu o Prêmio Smith.
Foi posteriormente professor (1776) e investigador como membro da Royal Society de Londres.
Em 1784 foi trabalhar para William Pitt, o Novo. Este trabalho dava-lhe mais tempo para se dedicar ao estudo da matemática e da física.
Em 1796 foi laureado com a Medalha Copley.
Faleceu solteiro em Westminster com 61 anos de idade. Foi sepultado na Igreja de Santa Margarida.
Criou a famosa máquina de Atwood para ilustrar os efeitos da Primeira Lei de Newton.
Competente xadrezista amador, juntou-se ao London Chess Club em 1787, jogando uma série de matches, tendo inclusive jogado com o melhor enxadrista da época, François-André Philidor.